# Carex arenicola
Espèce
Classification phylogénétique
Carex arenicola est une espèce de plantes du genre Carex et de la famille des Cyperaceae.